# Jacques Eugène Lebel
Jacques Eugène Lebel (1801 - 1878 ) fue un explorador, algólogo y botánico francés.

## Honores

### Eponimia
Especies vegetales
- (Boraginaceae) Myosotis lebelii Gren. & Godr.
- (Geraniaceae) Erodium lebelii Jord.

Alga parda
- Feldmannia lebelii (Aresch. ex P.Crouan frat.) G.Hamel[2]